# آن ماري نيلسن
آن ماري نيلسن (بالدنماركية: Anne-Marie Nielsen)‏ مواليد 11 يوليو 1941، هي لاعبة كرة يد دانمركية سابقة. مثلت منتخب الدنمارك لكرة اليد للسيدات في 180 مباراة. حققت المركز الثاني في بطولة العالم لكرة اليد للسيدات 1962.

## الميداليات
| الميدالية | المسابقة                            |
| --------- | ----------------------------------- |
| فضية      | بطولة العالم لكرة اليد للسيدات 1962 |